# Le Cayrol
 Le Cayrol  là một xã ở tỉnh Aveyron, thuộc vùng Occitanie ở miền nam nước Pháp.